# 非実在少女のるてちゃん
『第11次笑の内閣 非実在少女のるてちゃん』（だいじゅういちじわらいのないかく ひじつざいしょうじょのるてちゃん）は、日本の劇団・笑の内閣が上演した演劇作品。2010年9月11・12日初演。

## 概要
2010年に東京都議会へ提出された東京都青少年の健全な育成に関する条例改正案において、漫画・アニメ・コンピュータゲームなどに登場する18歳未満のキャラクターを「非実在青少年」と定義し、その性的な表現の描写を含む作品の販売規制を強化する案への反対を訴える内容となっている。
京都大学・吉田食堂で同年9月に行われた初演に際しては、元衆議院議員・保坂展人（社民党）と出演者のアフタートークが行われた。その後、条例の再提出を受けて12月に東京公演が計画されたが、当初に上演を予定していた劇場より「内容が反社会的ではないか」等の理由により使用を拒絶されたと発表、しかし劇場側は断った理由を4日間以上単位の公演期間という規定に対し3日間の申請だったためとしていて後に不誠実な対応であった可能性があるとして謝罪したとしている。最終的に池袋のシアターKASSAIで12月11・12日の両日に上演された。12日の第2回上演後には、条例に賛成する立場の森田明彦（セーブ・ザ・チルドレン・ジャパンシニアアドバイザー）と出演者のアフタートークが行われている。

## ストーリー
漫画の神様に命じられ、様々な世界で虐げられている人々を得意の魔法で救出し続けている魔法少女・冷泉のるて。しかし、話し合いが通じない相手に問答無用で魔法を使って強引に事態を解決するのるての増長を憂慮した漫画の神様は、のるてに魔法が使えない現実世界へ行くよう命じる。折しも、東京都では「非実在青少年」の性的な描写を含む漫画やアニメ・ゲームの販売規制を強化する青少年健全育成条例が都議会に提出され、審議が間近に迫っていた。
魔法が使えず途方に暮れるのるては、阿佐ヶ谷立秀高校の教諭・津川から一方的に廃部を命じられた漫画研究会のメンバーと知り合い、共同で都議会議員に青少年条例反対の陳情活動を開始。若手都議・榊原春香の紹介で知り合ったサブカルチャー研究家・羽生田のプロデュースにより「非実在少女のるてちゃんとキモオタバンド」の名称で歌手デビューし、のるて達の歌手活動を通じて青少年健全育成条例に対する都民の関心は日増しに高まって行く。その結果、条例に賛成・反対の双方の立場の論客を集めた公開討論会が実施されることになる。
公開討論会は白熱を極め、「非実在少女のるてちゃんとキモオタバンド」もその名を高めていくが、条例を推進する人々の策謀により、のるての鞄に覚せい剤の包みを入れるという捏造摘発が為され、のるては逮捕、「非実在少女のるてちゃんとキモオタバンド」も解散を余儀なくされる。
誰も居なくなった舞台で津川はひとり、自身が実はロリコンである事、それをずっと押し隠してきた事、その悲痛な胸の内を独白する。
誰も傷つけず、誰にも傷つけられる事もなく、誰に軽蔑される事もなく、マイノリティとしての性癖すら肯定してくれる世界。それこそ漫画と表現の世界だったのだ。

## 登場人物
括弧書きのあるキャストは客演。

### 非実在世界の住人
冷泉 のるて
演：伊集院聖羅（劇団紫）
非実在魔法少女。魔法が使えない現実世界で歌手活動を通じて青少年条例反対を訴える。
漫画の神様
演：本宿渋味（かちんこちんこ）
表現規制により虐げられている人々を救う為、のるてを様々な世界に派遣している偉い神様。
パック
演：眞野ともき
のるてのお供役の妖精。パンツ一丁の巨漢で目立つため、基本的にのるてと1対1の時しか姿を現さない。

### 阿佐ヶ谷立秀高校の教職員・生徒
津川 道久
演：かどや純生 Ex-V（Will Be SHOCK Entrance Gate）
阿佐ヶ谷立秀高校教諭。青少年条例の成立を推進する立場より、青少年の社会規範の乱れに関するレポートを書いている。
武田 英子
演：中谷和代（劇団ソノノチ）
阿佐ヶ谷立秀高校教諭。当初は青少年条例に賛成の立場であったがBL趣味を津川に咎められて反対に転向する。
肝付 拓也
演：上蔀優樹
二次元の幼女しか愛せない漫画研究会メンバー。「24歳と12歳の純愛」をテーマに書いた漫画を津川に酷評される。
藤吉 弥生
演：金原ぽち子
漫画研究会メンバー。BL漫画を津川に酷評されて落ち込んでいた所、担任の英子もBL趣味を津川に咎められたことを知り意気投合する。
東野 勇作
演：菅原タイル
漫画研究会メンバー。盗作すれすれの剽窃だらけな漫画を津川に酷評される。
黒部将
演：由良 真介
漫画研究会メンバー。決して素顔を見せず一言も喋らない。猟奇・残虐描写満載の漫画を津川に酷評される。

### 東京都議会議員
百瀬 哲三
演：本宿渋味（かちんこちんこ）
杉並区選出の都議会総務委員長。青少年条例については余り重要案件とは認識しておらず、問題があれば修正可決すれば良いと言う立場。後に開かれる公開討論会では司会を務める。
榊原 春香
演：小林真弓
板橋区選出の都議会議員。英子と早稲田大学の同期で、所属会派を青少年条例反対でまとめる為に奔走する。
花木 保彦
演：嵯峨シモン
元警察官僚の都議会議員。知事与党に所属しており、娘の婚約相手である津川の協力を得て青少年条例を推進している。

### 条例を推進する人々
石綿 珍太郎
演：高間響
元作家の東京都知事。暴言癖が有り、公開討論会でも問題発言を連発する。
阿久根  智哉子
演：ピンク地底人2号（ピンク地底人）
日本ウニセフ協会代表。都議会議員に青少年条例推進の為、連日の陳情攻勢を仕掛けている。
古谷 珠代
演：藤井麻里
東京都PTA評議会会長。青少年条例を推進しているが、終盤には条例成立の為に手段を選ばない知事と花木の行動に付いて行けなくなる。

### 条例に反対する人々
森島 章夫
演：浪崎孝治二郎
KO大学社会学部教授。性風俗研究の第一人者。
杉山 真奈美
演：栗山万葉
フリーの雑誌編集者。
羽生田 篤
演：合田団地（努力クラブ）
サブカルチャー研究家。アイドルのプロデュースにも関わっており、のるてと漫画研究会メンバーをバンドとしてデビューさせる。

### 特別出演
吉田 康一郎
演：吉田康一郎（民主党）
中野区選出の都議会議員。東京公演において、本人役で特別出演。

## 公演情報
- 京都公演 2010年9月11日-12日 京都大学・吉田食堂
- 東京公演 2010年12月11日-12日 池袋・シアターKASSAI
- 京都追加公演 2011年1月15日-16日 アートコミュニティースペースKAIKA

### スタッフ
- 作・演出 高間響
- 演出補 由良真介
- 舞台監督 境角太郎
- 制作 キタノ万里・金原ぽち子・大宮奈実（劇団紫）
- 照明 山本恭平
- 音響 神田川雙陽（劇団粋雅堂）
- 衣装管理 光村恵子
- 映像 松井千晴・九鬼奈穂美
- オタ芸振付 HIROFUMI
- 雑用 川崎一輝・野口悠輔